# Ministro de Economía, Comercio e Industria (Japón)
El Ministerio de Economía, Comercio e Industria (経済産業省 Keizai-sangyō-shō?) o METI, es un ministerio del Gobierno de Japón. Fue creado por la Reforma del Gobierno Central de 2001 cuando el Ministerio de Comercio Internacional e Industria (MITI) se fusionó con organismos de otros ministeriales relacionados con actividades económicas, como la Agencia de Planificación Económica.
El METI tiene jurisdicción sobre un amplio ámbito político, que contiene las políticas industriales/comerciales de Japón, la seguridad energética, el control de las exportaciones de armas, el «Cool Japan», etc.

## Oficinas
El METI está organizado en las siguientes oficinas, departamentos y tres agencias (la Agencia de Recursos Naturales y Energía, la Agencia de la Pequeña y Mediana Empresa y la Oficina de Patentes de Japón):
- Oficina de Política Económica e Industrial
  - División de Política Económica e Industrial
  - División de Asuntos Macroeconómicos
  - División de Política de Estructuras Industriales
  - División de Organización Industrial
  - División de Revitalización Industrial
  - División de Finanzas Industriales
  - División de Asuntos Corporativos
  - Departamento de Investigación y Estadística
  - División de Política Económica e Industrial Regional
  - División de Promoción del Entorno Empresarial
  - División de Instalaciones Industriales
  - División de Tecnología Regional
- Oficina de Política Comercial
  - Departamento del Sistema Comercial Multilateral
  - División de Política Comercial
  - División de Investigación y Análisis
  - División de Asociaciones Económicas
  - División de las Américas
  - División de Europa, Oriente Medio y África
  - División de Asia y Pacífico
  - División del Noreste de Asia
- Oficina de Cooperación Comercial y Económica
  - Departamento de Control Comercial
    - División de Política de Control Comercial
    - División de Licencias Comerciales
    - División de Política de Control de Seguridad de las Exportaciones
    - División de Licencias de Seguridad de las Exportaciones

  - División de Facilitación del Comercio y la Inversión
  - División de Cooperación Económica y Financiera Comercial
  - División de Cooperación Financiera
  - División de Cooperación Técnica
  - División de Seguros Comerciales
- Oficina de Política de Ciencia y Tecnología Industrial y Medio Ambiente
  - División de Política Científica y Tecnológica Industrial
  - División de Evolución e Investigación Tecnológica
  - División de Promoción de la Cooperación Academia-Industria
  - División de Promoción Tecnológica
  - División de Investigación y Desarrollo
  - División de Reglamentos Técnicos, Normas y Política de Evaluación de la Conformidad
  - División de Medición e Infraestructura Intelectual
  - División de Política Medioambiental
  - División de Promoción del Reciclaje
- Oficina de Industrias Manufactureras
  - Oficina de Promoción de Infraestructuras y Sistemas Avanzados
  - Oficina de Promoción de las Industrias Creativas ("Cool Japan Office")
  - Oficina de Promoción de la Industria del Agua y Sistemas de Infraestructura
  - Monodzukuri Oficina de Planificación de Políticas
  - Oficina de Infracción de Derechos de Propiedad Intelectual y Comercio Internacional
  - División de Hierro y Acero
  - Oficina de Tecnología del Hierro y el Acero
  - División de Metales No Ferrosos
  - División de Política de Gestión Química
  - Oficina de Seguridad Química
  - Oficina de Política de Control de Armas Químicas y Drogas
  - Oficina de Gestión de Gases Fluorados
  - Oficina de Evaluación del Riesgo Químico
  - División de Productos Químicos
  - Oficina de Productos Químicos Finos
  - Oficina de Alcohol
  - División de Bioindustria
  - Oficina de Promoción de las Bioempresas
  - División de Industria de la Vivienda, Cerámica y Materiales de Construcción
  - Oficina de Planificación de la Política de Cerámica Fina, Nanotecnologías y Materiales Avanzados
  - División de Maquinaria Industrial
  - Oficina de la Industria del Robot
  - Oficina de Promoción de Proyectos Internacionales
  - Oficina de Industrias de Piezas de Máquinas y Herramientas
  - División del Automóvil
  - Oficina de Vehículos Eléctricos y Tecnologías Avanzadas
  - Oficina de Promoción de STI
  - Oficina de Política de Reciclaje del Automóvil
  - División de la Industria Aeroespacial y de Defensa
  - Oficina de la Industria Espacial
  - División de Vehículos
  - División de Textil y Confección
  - Oficina de Política de la Moda
  - Oficina de Comercio Internacional de Textiles y Prendas de Vestir
  - División de Industria del Papel, Consumo y Bienes de Recreo
  - Oficina de Bienes de Consumo
  - Oficina de la Industria de la Artesanía Tradicional
  - Oficina de Política de Diseño
- Oficina de Política Comercial y de Información
  - División de Política de Información
    - Oficina de Proyectos de TI
    - Oficina de Información y Política Internacional
    - Oficina de Política de Seguridad de las Tecnologías de la Información

  - División de Electrónica de la Información y la Comunicación
    - Oficina de Estrategia de la Industria de Dispositivos
    - Oficina de Asuntos Medioambientales y Reciclaje
    - Oficina de Estrategia para la Electrónica de Consumo Digital

  - División de la Industria de Servicios de Información
    - Oficina de Informatización Local y Desarrollo de los Recursos Humanos

  - División de Política de Asuntos de Servicios
    - Oficina de Industrias de Servicios

  - División de Industrias Sanitarias
    - Oficina de Industrias Médicas y de Dispositivos de Asistencia

  - División de Industrias Creativas
    - Oficina de Política de la Moda
    - Oficina de Promoción de Cool Japan
    - Oficina de Política de Diseño
    - Oficina de Bienes de Consumo
    - Oficina de la Industria de la Artesanía Tradicional

  - División de la Industria de Medios y Contenidos
- Agencia de Recursos Naturales y Energía'
- Agencia de la Pequeña y Mediana Empresa
- Oficina de Patentes de Japón
- Secretaría del Ministro
- Oficinas Regionales y Departamento de Seguridad e Inspección Industrial
- Agencias administrativas incorporadas

## Controversia
En julio de 2019, cuando las relaciones diplomáticas se distorsionaron debido a las diferencias en las opiniones del gobierno surcoreano sobre el tema de los trabajadores reclutados y las mujeres de solaz, se tomaron restricciones a la exportación de componentes de semiconductores sin ninguna consulta con Corea del Sur.